# 卢克索神庙

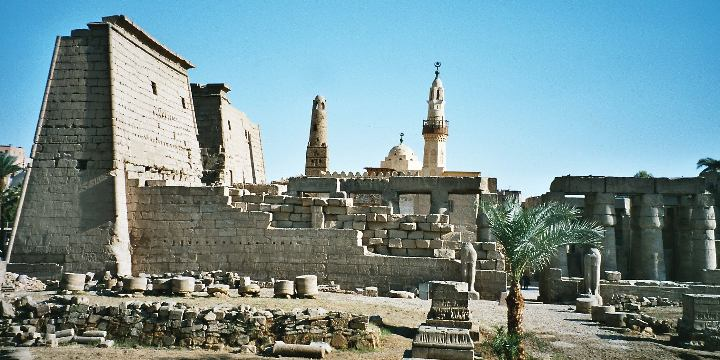
从尼罗河东岸眺望卢克索神庙

卢克索神庙（Luxor Temple）位于埃及卢克索的尼罗河东岸，即古埃及新王国时期的首都底比斯，大约建于公元前十四世纪。

## 历史背景

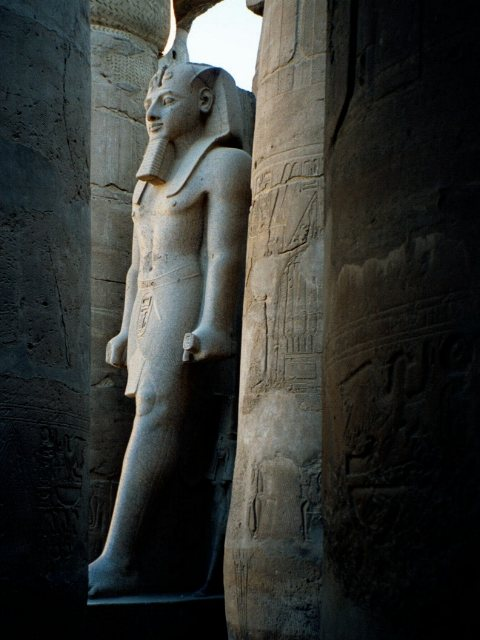
3400年后，他仍然注视着他为神所修建的神庙

通过神庙中重新被使用的建筑材料可以推导出在埃及第十二王朝时这里就已经有一座神庙了。法老图特摩斯三世在这里建造了新神庙的第一个部分。
阿蒙霍特普三世命令他的建筑师阿蒙霍特普在今天神庙的南部建造了圣殿、柱殿和第二个内院。柱廊也是他统治时期开始建造的。阿蒙霍特普四世时神庙被关闭，阿蒙的名字被涂抹，在神庙的边缘建造了一座阿頓的神庙。图坦卡蒙继续了神庙的建造，哈伦海布完成了柱殿。
拉美西斯二世建造了第一院、带有雕像的大门和方尖塔。内克塔内布一世建造了大门前的院。
亚历山大大帝下令改造圣殿，将支撑屋顶的四根柱子改为一座小堂。在罗马帝国时期整个神庙被结合到一座要塞中。公元后一开始的几个世纪里整个神庙内还建造了四座教堂。
1：托特告诉奈斯她将怀孕

2：可耐甫和哈托尔使用生命之符使奈斯怀孕

3：拉的出生

4：拉受到众神的庆祝

## 建造

### 祭堂

#### 廊柱殿
第二院的南边是一座廊柱殿，它由32根廊柱支撑。其浮雕显示阿蒙霍特普三世在底比斯的众神前以及他的加冕。左右两边各有一座小神殿，这两座小神殿分别是奉献给姆特和孔斯的。

#### 皇帝圣厅和圣殿
通过中间的门游客来到在罗马时代祭奉皇帝的厅。在神坛的两边有两道科林斯廊柱。神坛后有一条通道通到一个有2x2根柱的廊柱厅，此后是圣殿，这里是放阿蒙的担架的地方。厅的墙的浮雕显示亚历山大大帝与众神。通过东厅游客可以到达其它大厅。

#### 诞生厅
从这里经过北面的门游客来到所谓的诞生厅。西墙上的浮雕显示阿蒙霍特普三世的诞生：从他母亲通过阿蒙怀孕到他出生。对面的浮雕显示他的登基。在其后南面的厅中只有一座阿蒙的小神殿值得一提。

## 功能
卢克索神庙主要有两个作用，首先在每年埃及的新年在这里庆祝奥皮特节。阿蒙、姆特和孔斯的神像被放在担架上从2.5千米远的卡纳克神庙抬到卢克索神庙。一开始这个节日要庆祝11天，后来被延长到27天。在途中的小神庙里担架会被放下，做一休息。姆特和孔斯的担架要被抬到廊柱殿后面的小神殿，只有阿蒙的担架要被抬到圣殿。
第二个作用是法老与其神灵气的结合。每年新年是法老要与他的神灵气结合，这是他的神话仪式的一部分。这个仪式首次是在他登基时进行。

## 丁錦昊事件
2013年5月24日晚上11时左右，认證身份为旅游编辑的沈先生（微博名为“空游无依”）曝出，他在5月6日卢克索游玩时拍到这张照片，照片中的埃及卢克索神庙的浮雕上看到有人用中文刻上“丁锦昊到此一游”。该消息经媒体报道后引发公众热议。2013年5月26日，浮雕右侧人物身上的中文塗鸦已基本被清除。